# Алан Кросленд
Алан Кросленд (англ. Alan Crosland; 10 серпня 1894 — 16 липня 1936) — американський театральний актор і режисер.

## Біографія
Алан Кросленд народився в Нью-Йорку, в добре забезпеченої родині, відвідував Дартмутський коледж. Після закінчення університету влаштувався на роботу репортером в газету «New York Globe». Зацікавився театром, почав грати на сцені та з'явився в декількох спектаклях за п'єсами Шекспіра з актрисою Анні Рассел.
Кросленд почав свою кар'єру в кіноіндустрії в 1912 році на Edison Studios в Бронксі, Нью-Йорк, де він працював на різних роботах протягом двох років, поки добре не засвоїв виробництво, щоб почати знімати короткометражні фільми. До 1917 року він зняв декілька повнометражних фільмів і в 1920 році зняв фільм «Хлопавка» з Олів Томас в головній ролі, що став одним із останніх фільмів актриси, яка померла у вересні того ж року.
1925 році Кросленд працював на Джессі Ласкі в компанії Famous Players-Lasky (пізніше Paramount Pictures), коли він був прийнятий на роботу Warner Bros., щоб працювати на її голлівудських студіях. Він поставив кілька німих фільмів для Warner Bros. в тому числі у 1926 році — «Дон Жуан» з Джоном Беррімором в головній ролі. Це був перший повнометражний фільм з синхронізованими звуковими ефектами і музичним супроводом, хоча і не мав ніякого розмовного діалогу. Він був обраний щоб знімати фільм «Співак джазу» (1927) з Елом Джолсоном в головній ролі. Фільм зробив режисера відомим, оскільки з нього почалась ера звукового кіно.
Кросленд помер в 1936 році у віці 41 року в результаті автомобільної аварії на бульварі Сансет у Лос-Анджелесі. Він був похований на кладовищі Hollywood Forever. Його могила залишалася без надгробка протягом 67 років, поки надгробок не встановлений коштами організації «The Hollywood Underground» у 2003 році.
Його син, Алан Кросленд, молодший (1918—2001) також мав успішну кар'єру режисера телебачення. Хуаніта Флетчер була його мати.

## Вибрана фільмографія
- 1920 — Хлопавка
- 1923 — Вороги жінок
- 1927 — Улюблений шахрай
- 1927 — Співак джазу
- 1928 — Славна Бетсі
- 1929 — На шоу
- 1930 — Пісня полум'я